# Showtime (album de Dizzee Rascal)
Pour les articles homonymes, voir Showtime (homonymie).
Albums de Dizzee Rascal
Boy in da Corner
(2003) Maths + English
(2007)
Singles
1. Stand Up Tall
Sortie : 24 août 2004
2. Dream
Sortie : 8 novembre 2004
3. Off 2 Work/Graftin
Sortie : 21 mars 2005

Showtime est le deuxième album de Dizzee Rascal. Sorti le 14 septembre 2004 chez XL Recordings au Royaume-Uni et Matador Records aux États-Unis.

## Liste des titres
| No  | Titre                       | Durée |
| --- | --------------------------- | ----- |
| 1.  | Showtime                    | 2:12  |
| 2.  | Stand Up Tall               | 3:09  |
| 3.  | Everywhere                  | 3:46  |
| 4.  | Graftin'                    | 3:25  |
| 5.  | Learn                       | 3:21  |
| 6.  | Hype Talk                   | 3:05  |
| 7.  | Face (featuring Caramel)    | 3:39  |
| 8.  | Respect Me                  | 4:45  |
| 9.  | Get By (featuring Vanya)    | 3:24  |
| 10. | Knock, Knock                | 3:27  |
| 11. | Dream                       | 3:18  |
| 12. | Girls (featuring Marga Man) | 3:32  |
| 13. | Imagine                     | 2:54  |
| 14. | Flyin'                      | 3:26  |
| 15. | Fickle                      | 4:01  |